# Gurmukh Singh Musafir

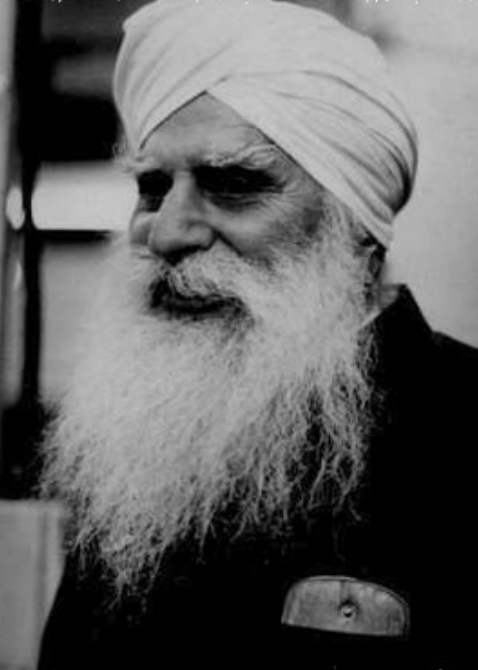
Gurmukh Singh Musafir (1952)

Gurmukh Singh Musafir (* 15. Januar 1899 in Adhwal, Distrikt Campbellpore, Punjab, Britisch-Indien; † 18. Januar 1976 in Neu-Delhi) war ein indischer Politiker des Indischen Nationalkongresses (INC), der sowohl Mitglied der Lok Sabha, des Unterhauses des indischen Parlaments, als auch Mitglied der Rajya Sabha, des Oberhauses des Parlaments, war. Er war zwischen 1966 und 1967 auch Chief Minister von Punjab. Er war außerdem ein bekannter Dichter sowie Schriftsteller, der unter posthum 1976 mit dem Padma Vibhushan, nach dem Bharat Ratna der zweithöchste indische zivile Verdienstorden, sowie 1978 mit dem Sahitya Akademi Award ausgezeichnet wurde.

## Leben

### Sikh-Funktionär, Verhaftungen und Lok Sabha-Mitglied
Gurmukh Singh Musafir, Sohn von Sardar Sujan Singh, besuchte die District Board School in Udhowal, die Normal School in Rawalpindi sowie das Training College in Sargodha und war danach als Lehrer sowie Journalist tätig. Er engagierte sich zwischen 1922 und 1942 Mitglied des Shiromani Gurdwara Prabandhak Committee, eine Organisation, die für die Verwaltung der Gebets- und Schulstätten der Sikhs (Gurdwara) verantwortlich ist, und war ferner von 1923 bis 1925 Sekretär der Sikh Missionary Society. 1926 war er Generalsekretär der Shiromani Akali Dal (SAD), einer Partei der Sikh, und fungierte zwischen dem 31. Januar 1930 und 5. März 1931 als Nachfolger von Teja Singh Akarpuri als Vorsteher (Jathedar) des Akal Takht in Amritsar, der höchste Sitz der irdischen Autorität der Khalsa, der kollektiven Körperschaft der Sikhs, und der Ort des Jathedar, des höchsten Sprechers der Sikhs. 1930 verließ er die Shiromani Akali Dal und trat dem Indischen Nationalkongresses (INC) bei. Unmittelbar darauf wurde er bereits 1930 Mitglied des All India Congress Committee (AICC), des Präsidiums des INC. Er fungierte zudem als Mitglied des Arbeitsausschusses des INC im Punjab sowie als Vizepräsident des INC im Distrikt Amritsar. Aufgrund seines Einsatzes im Rahmen des zivilen Ungehorsams gegen die Kolonialverwaltung in Britisch-Indien wurde er mehrmals verhaftet und war zwischen 1936 und 1937 Generalsekretär des Shiromani Gurdwara Prabandhak Committee. Er engagierte sich ferner in der Satyagraha- sowie der Quit-India-Bewegung von Mohandas Karamchand Gandhi und wurde auch für dieses Engagement verhaftet.
Nach der Unabhängigkeit Indiens vom Vereinigten Königreich am 15. August 1947 war er zwischen 1947 und 1950 Mitglied der Verfassunggebenden Versammlung von Indien (Constituent Assembly of India). Während dieser Zeit war er auch Mitglied des Lenkungsausschusses, Mitglied des Allindischen Expertenrates für Sprache sowie des Exekutivausschusses der INC-Fraktion. Er war zudem zwischen Juni 1948 und 1959 auch Vorsitzender des INC im Bundesstaates Punjab. Nach dem Inkrafttreten der Verfassung Indiens am 26. Januar 1950 wurde er für den INC Mitglied des Provisorischen Parlaments (Provisional Parliament) und gehörte diesem bis 1952 an. 
Gurmukh Singh Musafir wurde bei der ersten Wahl zwischen dem 25. Oktober 1951 und dem 21. Februar 1952 zum Mitglied der Lok Sabha gewählt, des Unterhauses des indischen Parlaments, und gehörte dieser nach seinen Wiederwahlen bei der Wahl zwischen dem 24. Februar 1957 und dem 15. März 1957 sowie der Wahl in der Woche vom 19. bis 25. Februar 1962 als Vertreter des Wahlkreises Amritsar bis 1966 an. Während seiner Parlamentszugehörigkeit war er zeitweise Mitglied des Ständigen Ausschusses für Inneres.

### Chief Minister von Punjab, Rayja Sabha-Mitglied und Schriftsteller
Nach seinem Ausscheiden aus der Lok Sabha übernahm Gurmukh Singh Musafir als Nachfolger von Ram Kishan soweit einer darauf folgenden dreimonatigen Präsidialregierung (President’s rule) am 1. November 1966 das Amt als Chief Minister von Punjab und bekleidete dieses Amt bis zum 7. März 1967, woraufhin Gurinam Singh von der Shiromani Akali Dal (SAD) am 8. März 1967 seine Nachfolge antrat. Er war zudem zwischen 1966 und 1968 Mitglied des Legislativrates (Punjab Legislative Council), des Oberhauses des Parlaments dieses Bundesstaates. Am 3. April 1968 wurde er Mitglied der Rajya Sabha, des Oberhauses des Parlaments, und gehörte dieser nach seiner Wiederwahl am 2. April 1974 als Vertreter des Bundesstaates Punjab bis zu seinem Tode am 18. Januar 1976.
Gurmukh Singh Musafir war außerdem ein bekannter Dichter sowie Schriftsteller, der unter posthum 1976 mit dem Padma Vibhushan, nach dem Bharat Ratna der zweithöchste indische zivile Verdienstorden, sowie 1978 für die Kurzgeschichtensammlung Urvar Par mit dem Sahitya Akademi Award der Literaturakademie (Sahitya Akademi) ausgezeichnet wurde. Aus seiner bereits 1912 arrangierten Ehe mit Ranjit Kaur gingen fünf Söhne und zwei Töchter hervor.